# Malmköping
Malmköping är en tätort i Flens kommun i Södermanlands län. Orten är belägen cirka 15 km nordöst om Flen. 
I Malmköping finns bland annat Sveriges Lokaltrafikmuseum med bland annat spårvagnar från många av Sveriges spårvägsstäder. Andra museer är Museet Malmahed och Strykjärnsmuseum. Dessutom finns ett naturum. 

## Historik

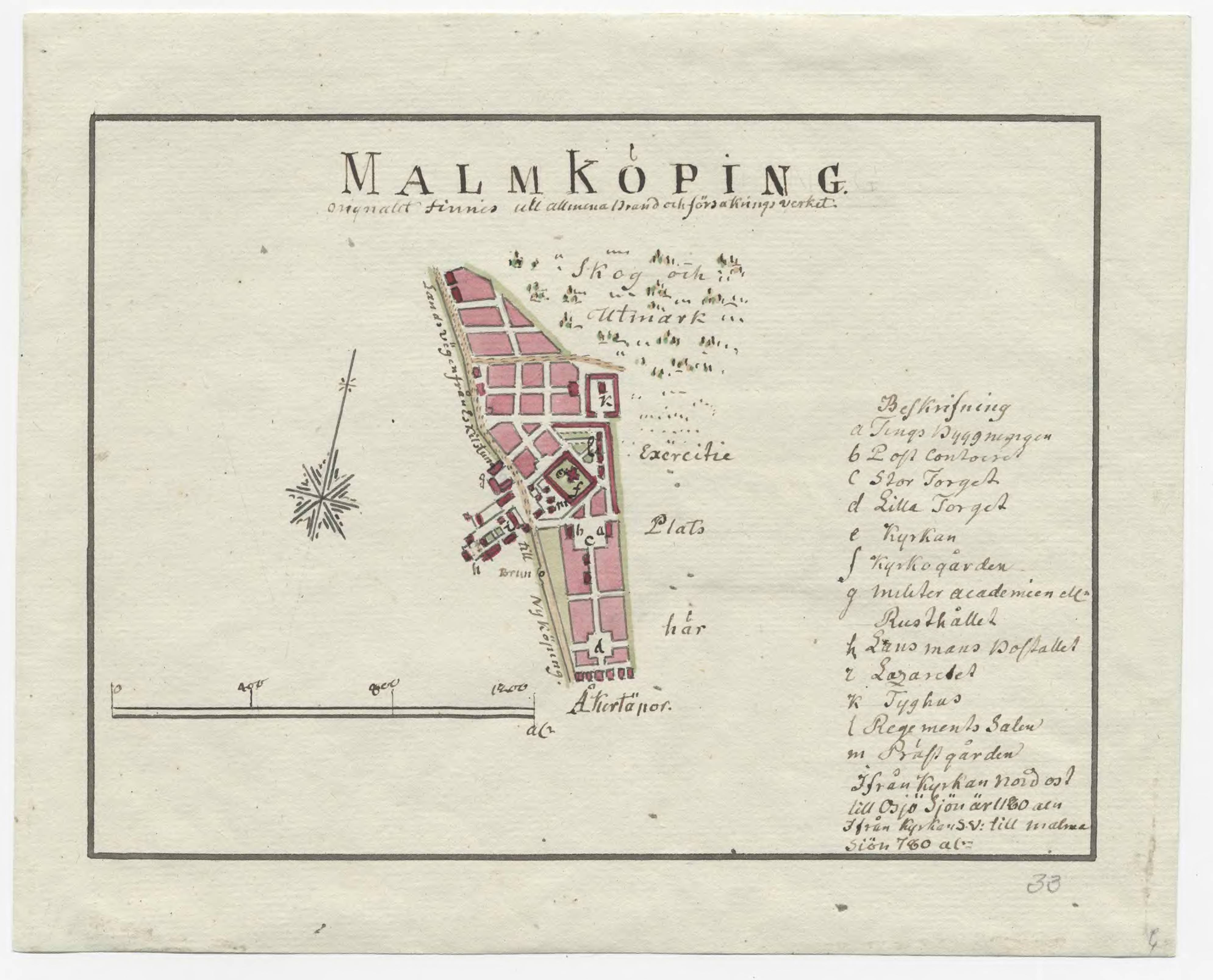
Karta över Malmköping från 1790-talet

Boplatslämningar visar att trakten var bebodd redan för 5 000 år sedan. Mest har dock Malmköping präglats av regementet som hade sin övningsplats här. Orten är ursprungligen uppvuxen kring försvarsmakten som hade verksamhet där mellan åren 1774 och 1921.
År 1771 blev Gustaf Adolf von Siegroth chef för Södermanlands regemente, samma år valde han ut Malma hed till permanent exercisplats (1774–1921). Då bestod bebyggelsen i Malma by av kyrkan, kaplansboställe, sockenstuga, klockargård, fattighus samt länsmansgård och rusthåll. Gustaf Adolf von Siegroth ansökte om att få anlägga en friköping på platsen, och föreslog som namn Gustafs stad efter kungen Gustav III. Gustav III ansåg dock Malmköping bättre. Beslutet om att inrätta en friköping trädde i kraft 3 februari 1785. 1786 genomdrev von Siegroth att gästgiverirörelsen flyttades från Hosjö till Malmköping, och att tingsplatsen flyttades hit från Flen. 1782-1788 drev von Siegroth en "militäracademi" på rusthållet i Malmköping, den första i sitt slag i Sverige. Med utbrottet av Gustav III:s ryska krig upphörde undervisningen, men återupptogs senare vid Karlberg. 1791 erhöll Malmköping marknadsrättigheter.
I anslutningen till exercisfältet ligger Plevnahöjden. Namnet Plevna kommer från den bulgariska staden Pleven. Där utkämpades hårda strider år 1877 under det rysk-turkiska kriget på Balkan. Då använde man för första gången skyttegravar, ett system som sedan infördes i Malmköping. Resterna av dessa övningsskyttegravar finns kvar på Plevnahöjden. År 1921 flyttade Södermanlands regemente definitivt till Strängnäs.
Den 18 maj 1876 blev Gustav Adolf Eriksson Hjert avrättad på Villåttinge härads avrättningsplats på Lidamon, Lilla Malma socken, nordväst om Malmköping av skarprättaren Johan Fredrik Hjort. Hjert, och hans kumpan Konrad Petterson Lundqvist Tector, blev de sista som avrättades offentligt i Sverige. Hjert ligger begraven vid Lilla Malma kyrka i Malmköping.
Malmköpings Tidning gavs under åren 1896-97 ut som veckoblad, till en början med den blivande statsministern Carl Gustaf Ekman som redaktör. 
Under åren 1927–1966 anordnade Södermanlands Gymnastikförbund varje år i Malmköping de kända Malma hedslägren, där 700 barn inkvarterades i de gamla militärbarackerna och fick ägna sig åt gymnastik, idrott, simundervisning och bollekar. Det mesta av verksamheten bedrevs på exercisplatsen Malma hed, ett stort öppet fält mitt i samhället. Orienteringsövningar ägde rum på Plevnahöjden.

### Administrativa tillhörigheter
Orten var kyrkby i (Lilla) Malma socken med namnet Malma. Den 3 februari 1785 efter ansökan av Gustaf Adolf von Siegroth fick orten rättigheter som friköping och namnändrades då till Malmköping. Vid kommunreformen 1862 ombildades orten till en köpingskommun, Malmköpings köping. 1971 uppgick köpingskommunen i Flens kommun.
I kyrkligt hänseende har orten till 2006 hört till Lilla Malma församling, före 1940 benämnd Malma församling. Från 2006 tillhör orten Dunker-Lilla Malma församling.
Orten ingick till 1948 i Villåttinge tingslag och därefter till 1971 i Oppunda och Villåttinge tingslag. Från 1971 till 2009 ingick orten i Katrineholms domsaga och från 2009 ingår den i Nyköpings domsaga.

### Befolkningsutveckling
| Befolkningsutvecklingen i Malmköping 1950–2020 | Befolkningsutvecklingen i Malmköping 1950–2020 | Befolkningsutvecklingen i Malmköping 1950–2020 | Befolkningsutvecklingen i Malmköping 1950–2020 | Befolkningsutvecklingen i Malmköping 1950–2020 |
| ---------------------------------------------- | ---------------------------------------------- | ---------------------------------------------- | ---------------------------------------------- | ---------------------------------------------- |
|                                                |                                                |                                                |                                                |                                                |
| År                                             |                                                |                                                | Folkmängd                                      | Areal (ha)                                     |
| 1950                                           | 1950                                           |                                                | 1 548                                          |                                                |
| 1960                                           | 1960                                           |                                                | 1 861                                          |                                                |
| 1965                                           | 1965                                           |                                                | 2 067                                          |                                                |
| 1970                                           | 1970                                           |                                                | 2 189                                          |                                                |
| 1975                                           | 1975                                           |                                                | 2 171                                          |                                                |
| 1980                                           | 1980                                           |                                                | 2 088                                          |                                                |
| 1990                                           | 1990                                           |                                                | 2 192                                          | 127                                            |
| 1995                                           | 1995                                           |                                                | 2 174                                          | 128                                            |
| 2000                                           | 2000                                           |                                                | 2 049                                          | 128                                            |
| 2005                                           | 2005                                           |                                                | 2 000                                          | 130                                            |
| 2010                                           | 2010                                           |                                                | 1 977                                          | 131                                            |
| 2015                                           | 2015                                           |                                                | 2 106                                          | 142                                            |
| 2020                                           | 2020                                           |                                                | 2 180                                          | 146                                            |
|                                                |                                                |                                                |                                                |                                                |

## Byggnader
År 1784 ritade Gustaf Adolf von Siegroth en stadsplan med regelbundna kvarter för en tänkt handels- och hantverksstad. Planen godkändes av Gustav III, men orten, Malmköping, fick endast köpingsrättigheter.
Plevnagården uppfördes 1886 som Sveriges första militärsjukhus. När regementet 1921 flyttade till Strängnäs blev Plevnagården seminarium för småskolelärarinnor och senare ett vilohem för samma yrkeskategori.
På gården finns två gamla soldattorp samt ett 1700-talshus som ägdes och drevs som pensionat av Greta Garbos faster i Sparreholm.  Idag används den historiska byggnaden som hotell och till konferenser.

## Kommunikationer
Orten ligger i anslutning till riksväg 55 och riksväg 53. 
Tidigare gick järnvägen Stålboga-Skebokvarn, ursprungligen Mellersta Södermanlands Järnväg, genom orten. Efter dess nedläggning har stationen och en sträcka av linjen norrut byggts om till  spårvägsmuseum.
Sörmlandstrafiken trafikerar Malmköping med flera busslinjer som går till bl.a. Flen, Eskilstuna och Nyköping.

## Näringsliv
Näringslivet på orten domineras av småföretag. 
Bland industrierna kan nämnas Tjeders Industri AB, som utvecklar och tillverkar elektroniska signalsystem, samt Switsbake Int AB (tidigare Uplandskubben) som producerar tårtbottnar och småbröd.

## Evenemang
Malma-Marken är en marknad på Malma hed som arrangeras av Malmköpings IF sista veckoslutet i juli sedan 1976 och brukar locka cirka 60-80 000 besökare. 
En annan marknad är Gammaldags Malmköpings Marknad. Den arrangeras varje år den sista lördagen i maj då cirka 20 000 besökare brukar komma. Marknaden har olika teman varje år och många besökare kommer klädda i gammaldags kläder, yrkeskläder, folkdräkt eller mångkulturell klädsel samtidigt som knallarna, hantverkarna och andra försäljare ofta är gammaldags klädda. 
Midsommarfirandet äger rum vid hembygdsgården i Malmköping. Majstångens dekorationer består till exempel av urblåsta målade ägg eller ägg omvirade av färggrant stanniolpapper. Färgglada tygremsor och sönderklippta konserv- och ölburkar används liksom naturligtvis blommor och grönt.

## Kända personer med anknytning till Malmköping
- Alvin Thudin - Skådespelare.
- Malin Crépin - Skådespelerska

uppvuxen i Malmköping.
- Sebastian Samuelsson - Skidskytte

## Bilder

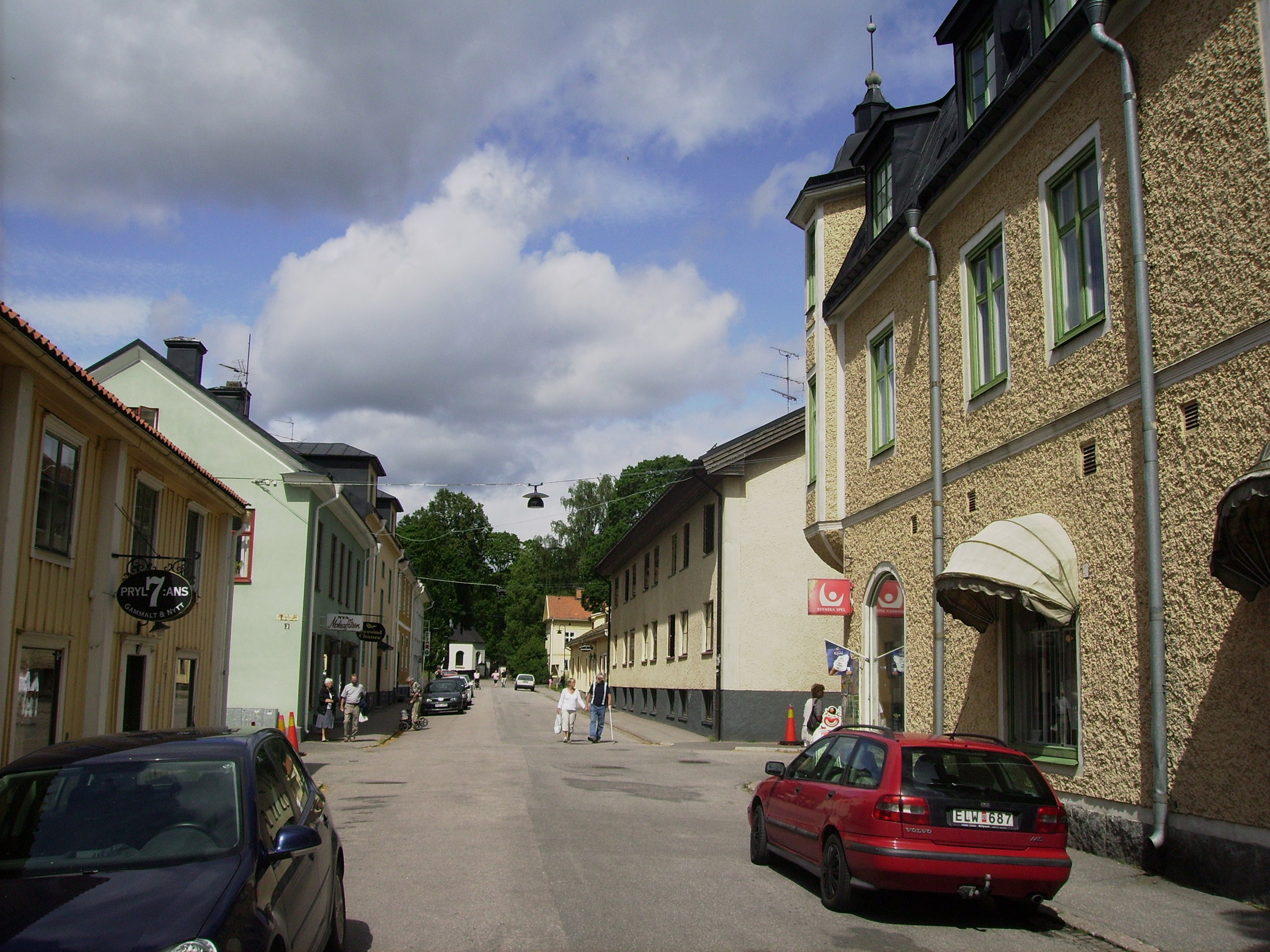
Storgatan
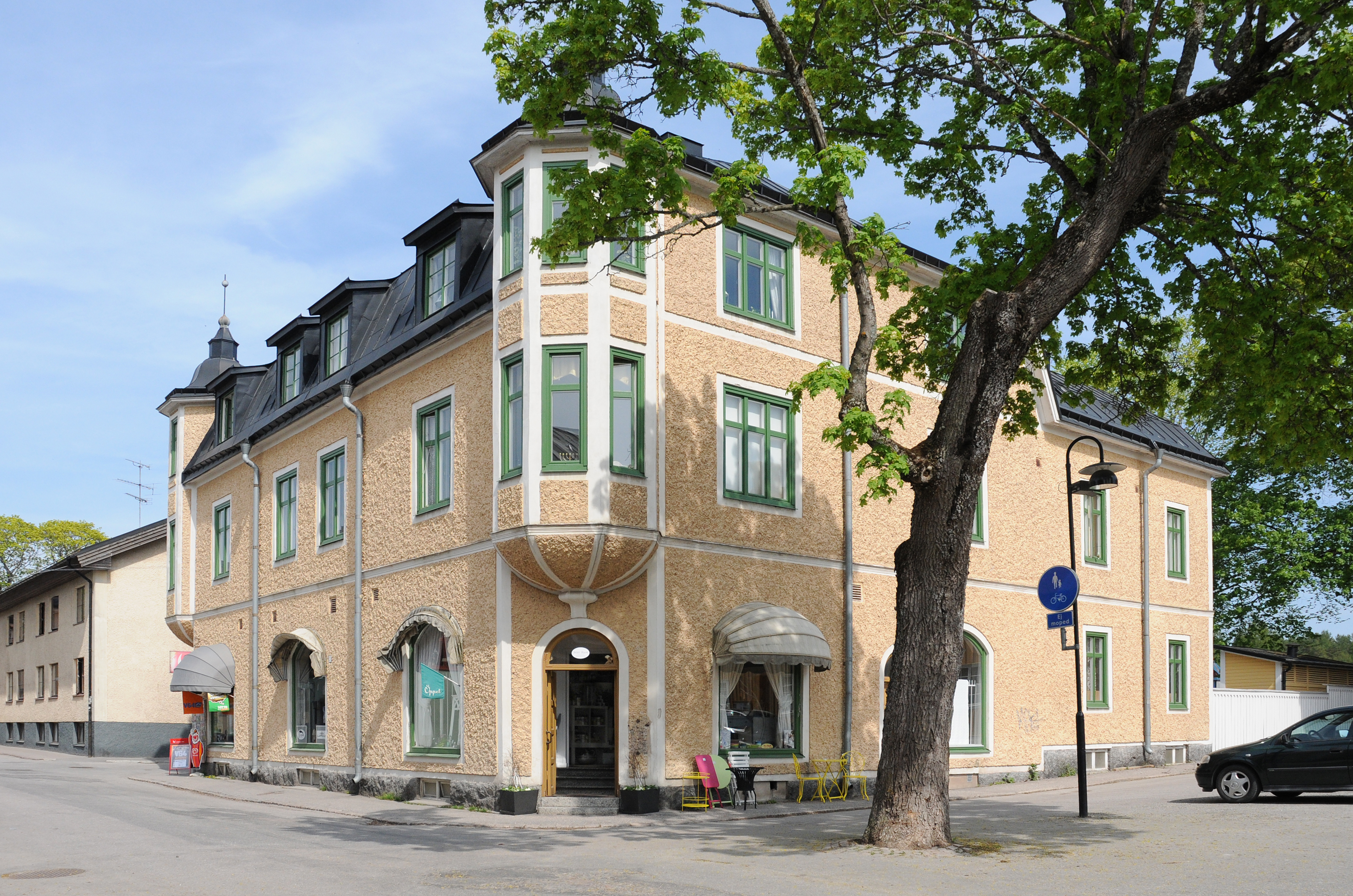
Storgatan 4
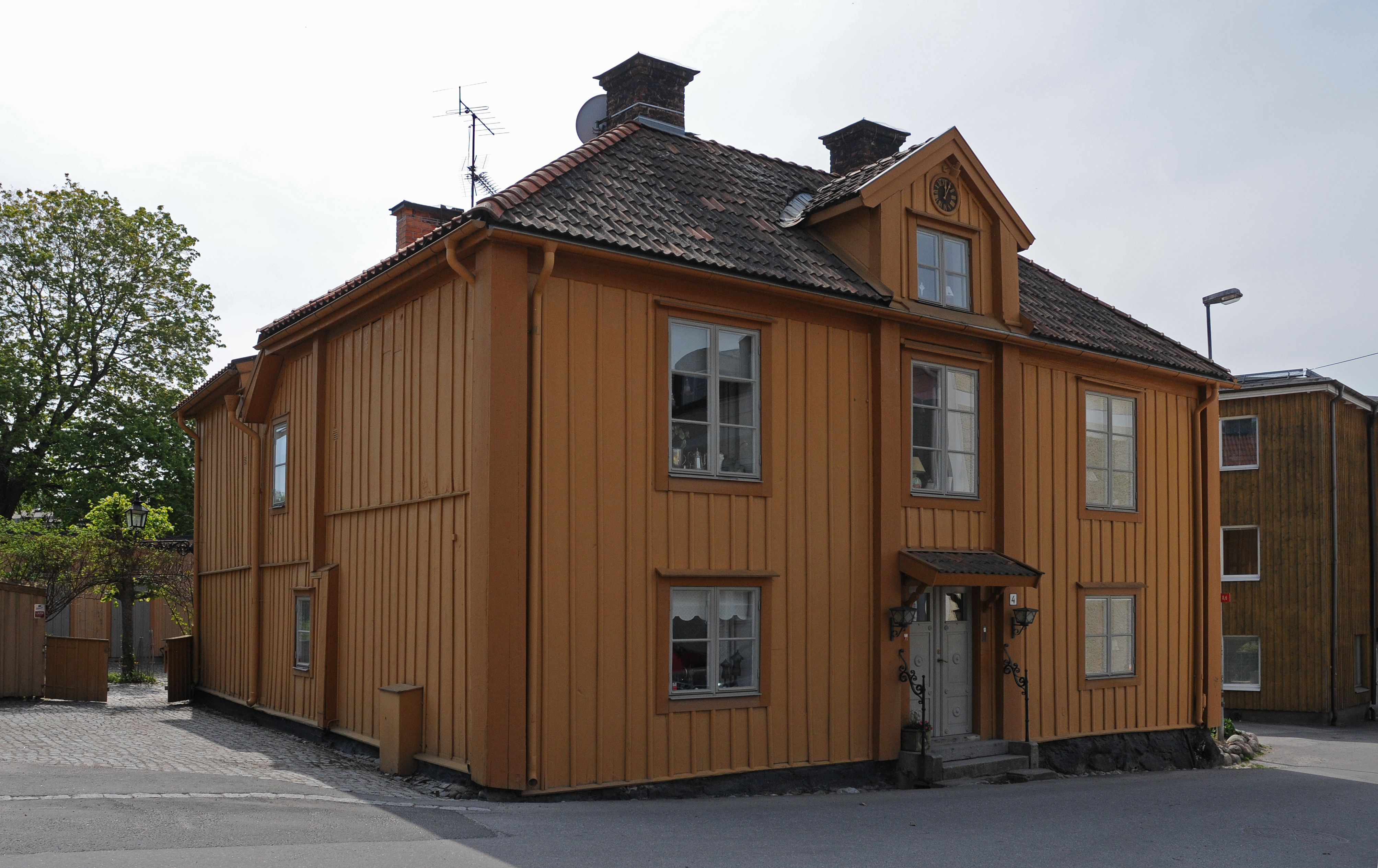
Gula knuten
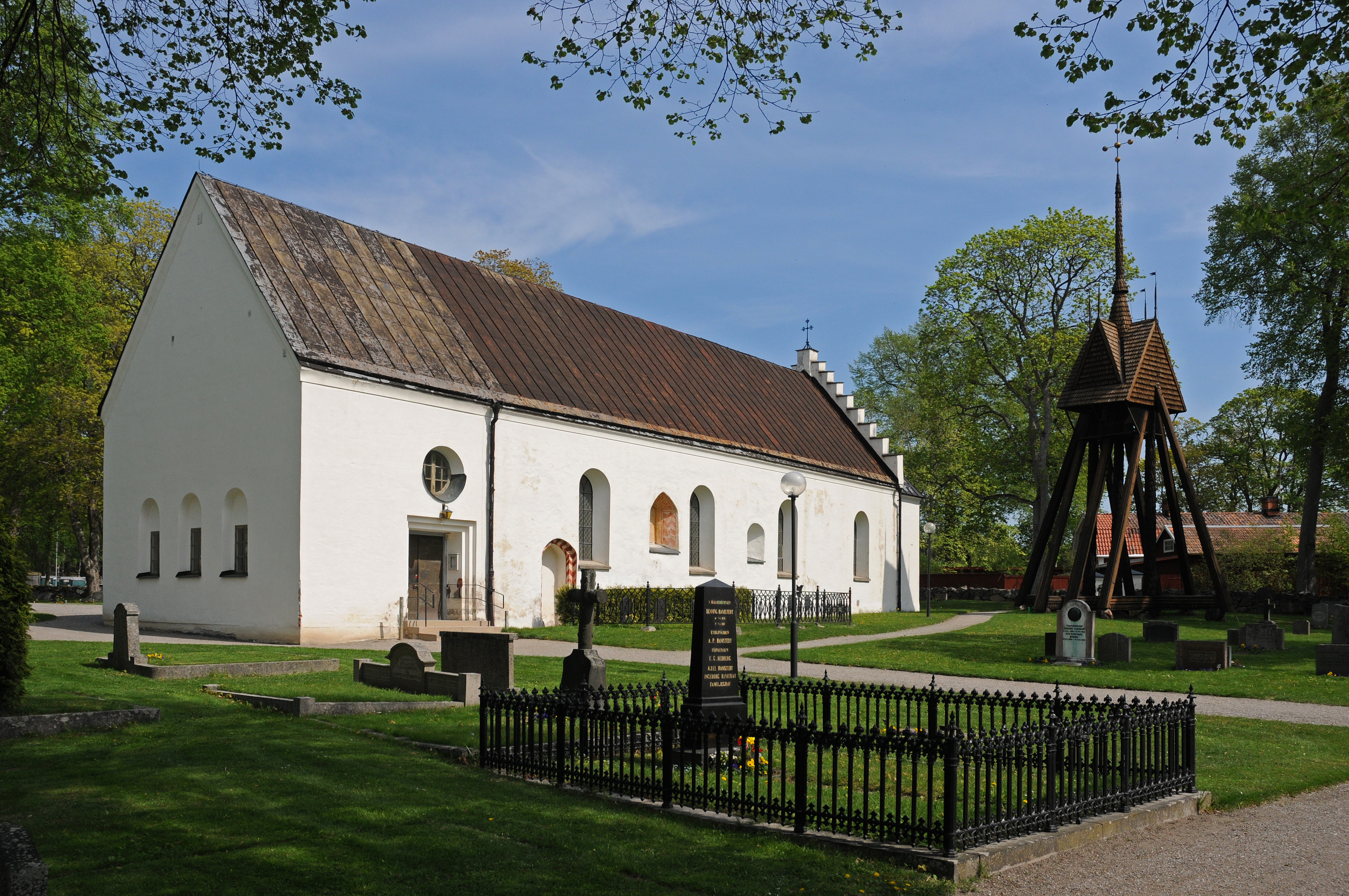
Lilla Malma kyrka
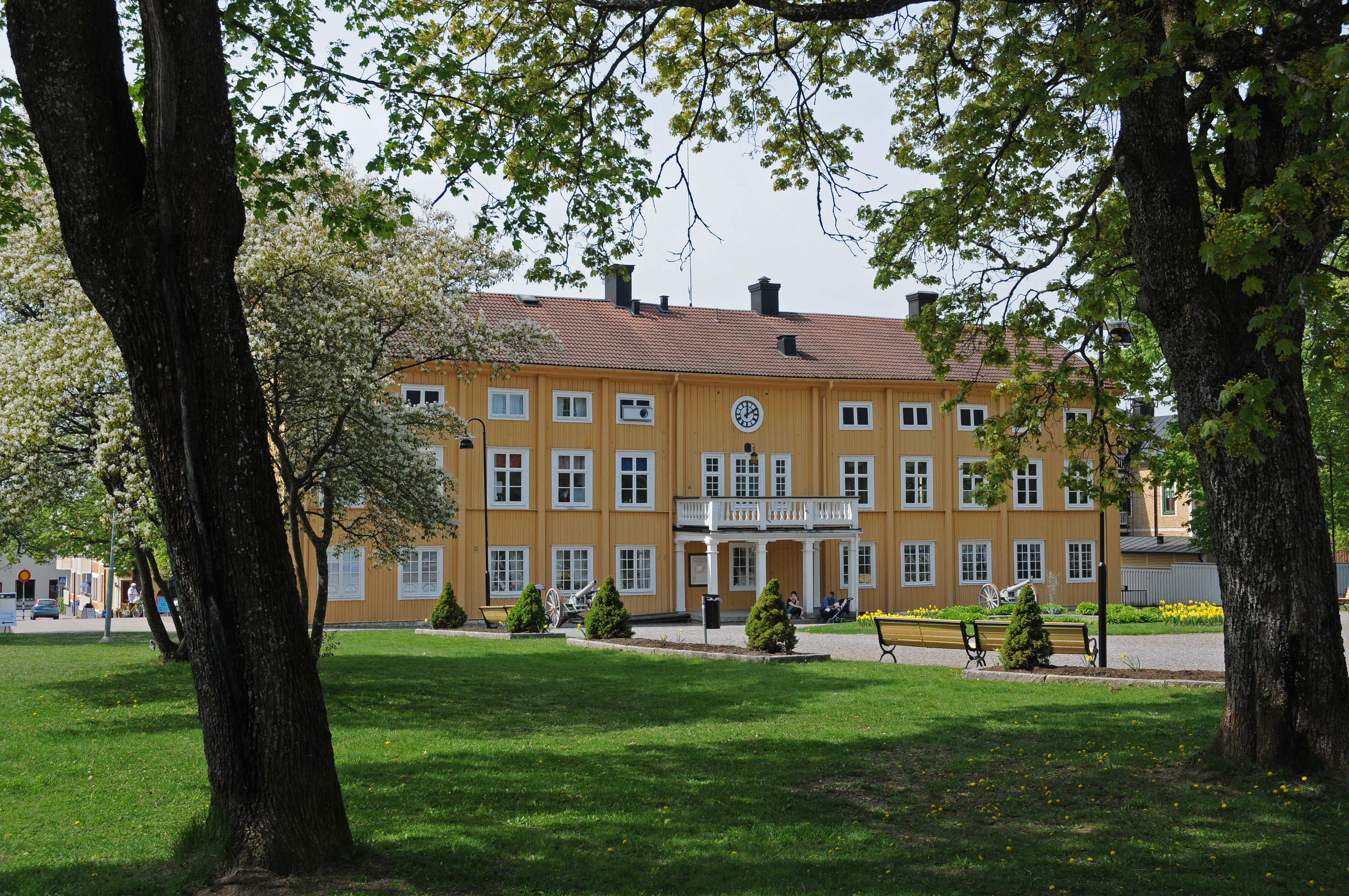
Stadshuset
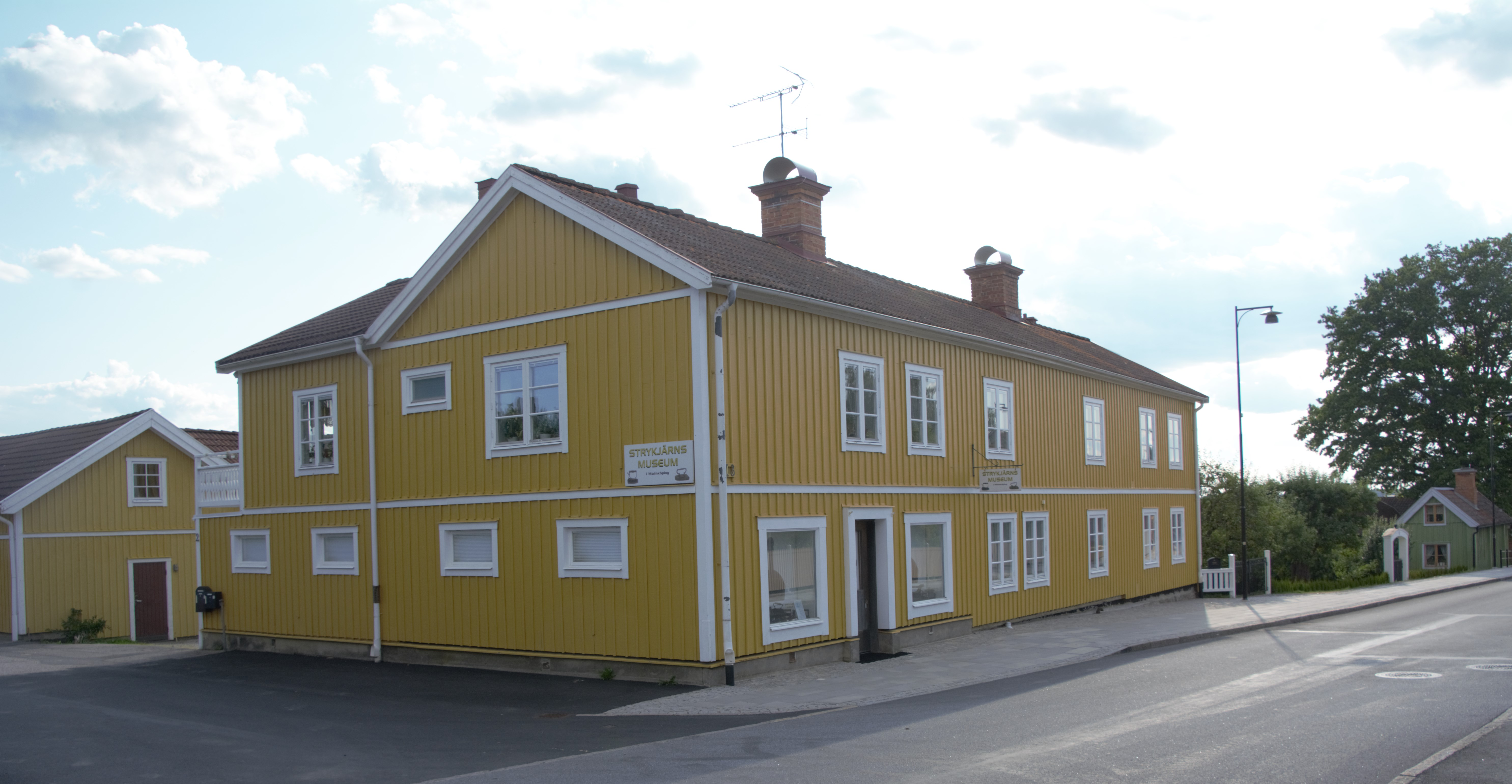
Strykjärnsmuseum i Malmköping